# 伊宁市“3·02”故意杀人案
2014年伊宁市“3·02”故意杀人案，是2014年3月2日发生在新疆維吾爾自治區伊犁哈萨克自治州伊宁市的一起故意杀人案：一名维吾尔族男子效仿昆明火车站恐怖袭击而故意持刀袭击汉族平民，致1人死亡、1人重伤。

## 背景
2014年3月1日，昆明火車站发生恐襲，海来·阿不力克木（男，维吾尔族，44岁，伊犁州水文站职工），对此非常敬佩，遂产生模仿想法。

## 案发经过
3月2日21时30分许，其在清真寺做完礼拜后，搭乘出租车前往开发区计划实施犯罪行为。當出租车行至路口下車時，發現附近有巡邏警車，便前行至附近另一地方下車，隨後進入住宅小區。22时许，在华夏小区9号楼将王某（男，汉族，35岁）杀害。當時王某飯後正準備開車出門，突然被嫌疑人從後方用匕首插進頸動脈致大量出血致死；22时40分许返回途中，在小区通道捅伤张某（男，回族，29岁）致肺破裂重傷；22时41分许，試圖傷害欧陽某（男，汉族，23岁），唯欧陽某及時閃躲，僅被划烂衣服，沒有受傷。

## 处置
3月6日凌晨1时许，海某在家被抓获。

## 类似事件
- 2014年3月17日19时20分许，另一名東突分子艾力牙尔·热米提力在乌鲁木齐沙依巴克区雅玛里克山片区管委会新雅社区门口持持刀、斧袭警，砍死同為维吾尔族的警察吾斯曼江，嫌疑人後來持械前往雅山派出所，在院内被武警击毙。遇袭身亡的吾斯曼江时年29岁，其孩子刚满1月。[2]